# آیرونکلاد نومانسیا
آیرونکلاد نومانسیا (به انگلیسی: Spanish ironclad Numancia) یک کشتی بود که طول آن ۹۵٫۶ متر (۳۱۳ فوت ۸ اینچ) بود. این کشتی در سال ۱۸۶۳ ساخته شد.